# حمام رديم

تعديل مصدري - تعديل

حمام رديم نبع مياه كبريتية في وادي شباعة يرتاده الناس للاستشفاء وعلاج امراض المفاصل والدورة الدموية والامراض الجلدية وتوجد بعض المساكن للزوار والتي بُنيت بشكل متواضع.